# Кидман, Антония
Анто́ния Ки́дман (англ. Antonia Kidman; род. 17 июля 1970 года, Мельбурн, Австралия) — австралийская журналистка и телеведущая.

## Биография

### Ранние годы
Антония Кидман родилась в семье биохимика Энтони Дэвида Кидмана и педагога Джанелль Энн Кидман. Её старшая сестра — Николь Кидман (род. 1967), актриса, лауреат премии «Оскар». Когда Антонии было два года, её семья переехала в Сидней, где Антония окончила Monte Sant' Angelo Mercy College.

### Карьера
Карьеру в журналистике начала на телеканале Nine Network. Позже работала в качестве репортёра телевизионной станции NBN Television в Ньюкасле.
В 2008 году получила премию ASTRA Awards.

### Семья
- Отец — Энтони Дэвид Кидман, биохимик.
- Мать — Джаннелль Энн Кидман (Гленни), педагог.
- Сестра — Николь Кидман (20.06.67), актриса.
- Первый супруг (1996—2007 гг.; 4 детей) — Ангус Хоули (1969—2015).
- Второй супруг (с 2010 года[1]; 2 детей) — Крейг Марран.
- Дети:
  - Люсия Хоули (род. 1999)
  - Хэмиш Хоули (род. 2001)
  - Джеймс Хоули (род. 2003)
  - Сибелла Хоули (род. в марте 2007)
  - Николас Марран (род. 11.12.2010)
  - Александр Норман Кидман-Марран (род. 03.12.2012)
- Племянники (дети Николь Кидман):
  - Изабелла Джейн Кидман-Круз (22.12.90)
  - Коннор Энтони Кидман-Круз (17.01.95)
  - Сандей Роуз Кидман-Урбан (07.07.08)
  - Фейт Маргарет Кидман-Урбан (28.12.10)